# 聖卡比爾那加爾縣
聖卡比爾那加爾縣是印度的一個縣，位於該國北部，由北方邦負責管轄，面積1,659平方公里，識字率為69.01%，2011年人口1,714,300，人口密度每平方公里1,033人。

## 外部連結
- Sant Kabir Nagar district website （页面存档备份，存于）
- Sant Kabir Nagar census 2011 data （页面存档备份，存于）

26°46′48″N 83°03′36″E / 26.78000°N 83.06000°E